# Phyllostegia stachyoides
Phyllostegia stachyoides är en kransblommig växtart som beskrevs av Asa Gray. Phyllostegia stachyoides ingår i släktet Phyllostegia och familjen kransblommiga växter. Inga underarter finns listade i Catalogue of Life.